# Ciclisme als Jocs Olímpics d'estiu de 1920

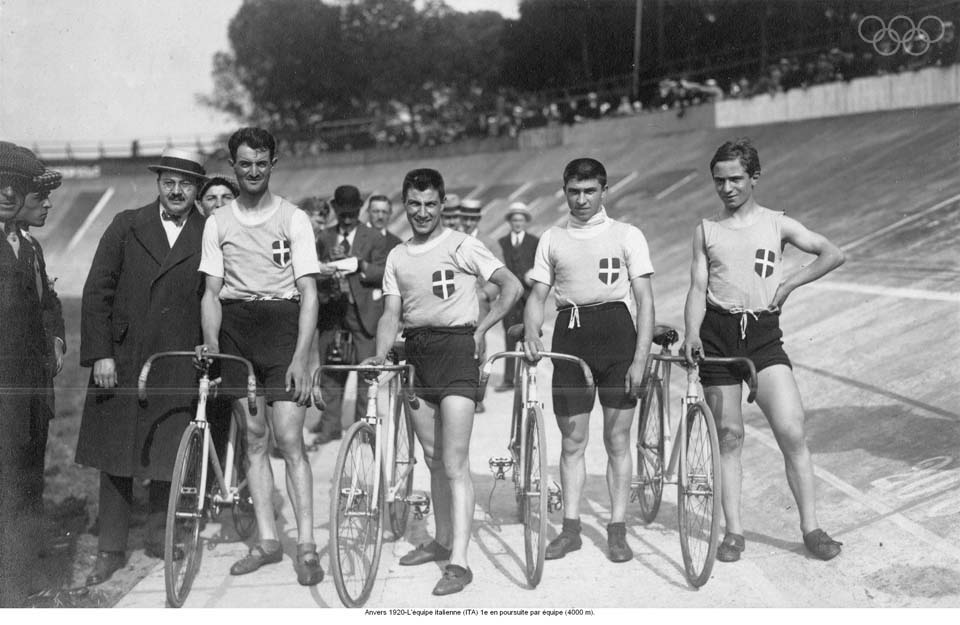
Fotografia del l'equip italià guanyador de la medalla d'or en Persecució per equips

Als Jocs Olímpics de 1920 celebrats la ciutat d'Anvers (Bèlgica) es disputaren 6 proves de ciclisme, totes elles en categoria masculina.
Aquestes proves es dividiren en dues de ciclisme en ruta, formant-ne part una contrarellotge individual, el temps de la qual fou utilitzada per a decidir el resultat de la contrarellotge per equips (es van tenir en compte els 4 millors temps de cada equip). Així mateix es realitzaren quatre proves de ciclisme en pista.
Després de l'absència en el programa olímpic dels Jocs Olímpics de 1912 del ciclisme en pista, aquesta modalitat retornà a la competició olímpica i des d'aquell moment no l'ha abandonat.

## Nacions participants
Participaren en les proves de ciclisme 103 ciclistes de 14 nacions diferents:
| - Austràlia (2) - Bèlgica (15) - Canadà (5) - Txecoslovàquia (4) - Dinamarca (6) - Estats Units (9) - França (13) | - Itàlia (12) - Luxemburg (1) - Noruega (4) - Països Baixos (10) - Regne Unit (13) - Sud-àfrica (5) - Suècia (4) |

## Resum de medalles

### Ciclisme en ruta
| Prova                             | Or                                                                                 | Argent                                                                | Bronze                                                                      |
| Contrarellotge individual detalls | Harry Stenqvist                                                                    | Henry Kaltenbrun                                                      | Fernand Canteloube                                                          |
| Contrarellotge per equips detalls | França Achille Souchard · Fernand Canteloube · Georges Detreille · Marcel Gobillot | SuèciaHarry Stenqvist · Sigfrid Lundberg · Ragnar Malm · Axel Persson | BèlgicaAlbert Wyckmans · Albert De Bunné · Jean Janssens · André Vercruysse |

### Ciclisme en pista
| Prova                         | Or                                                                   | Argent                                                            | Bronze                                                             |
| Velocitat individual detalls  | Maurice Peeters                                                      | Horace Johnson                                                    | Harry Ryan                                                         |
| 50 quilòmetres detalls        | Henry George                                                         | Cyril Alden                                                       | Piet Ikelaar                                                       |
| Tàndem detalls                | Regne UnitThomas Lance Harry Ryan                                    | Sud-àfricaWilliam Smith James Walker                              | Països BaixosFrans de Vreng · Piet Ikelaar                         |
| Persecució per equips detalls | ItàliaPrimo Magnani Arnaldo Carli Ruggerio Ferrario Franco Giorgetti | Regne UnitAlbert White Cyril Alden Horace Johnson William Stewart | Sud-àfricaJames Walker Sammy Goosen Henry Kaltenbrun William Smith |

## Medaller
| Posició | País          | Or | Argent | Bronze | Total |
| 1       | Regne Unit    | 1  | 3      | 1      | 5     |
| 2       | Suècia        | 1  | 1      | 0      | 2     |
| 3       | Països Baixos | 1  | 0      | 2      | 3     |
| 4       | Bèlgica       | 1  | 0      | 1      | 2     |
| 4       | França        | 1  | 0      | 1      | 2     |
| 6       | Itàlia        | 1  | 0      | 0      | 1     |
| 7       | Sud-àfrica    | 0  | 2      | 1      | 3     |